# Big Flat
Big Flat è un comune degli Stati Uniti d'America, situato in Arkansas, diviso tra la contea di Baxter e la contea di Searcy.